# Paul Masqueray
Paul Georges François Xavier Masqueray, né le 9 juin 1862 à Rouen et mort le 21 septembre 1931 à Bordeaux, est un helléniste français.

## Biographie
Paul Masqueray obtient l’agrégation de grammaire en 1887 et soutient sa thèse de doctorat ès lettres en 1895. Il enseigne de 1865 à 1927 à la faculté des lettres de Bordeaux.

## Distinctions
- Chevalier de la Légion d'honneur

## Œuvres
- Théorie des formes lyriques de la tragédie grecque, Paris, Klincksieck, 1895, 320 p.
- De Tragica ambiguitate apud Euripidem, Paris, Klincksieck, 1895, 70 p.
- Traité de métrique grecque, Paris, Klincksieck, 1899, 394 p.
- Euripide et ses idées, Paris, Hachette, 1908, 406 p. (lire en ligne)
- Bibliographie pratique de la littérature grecque, des origines à la fin de la période romaine, Paris, Klincksieck, 1914, 334 p.

## Traductions
- Sophocle, Tragédies, t. I : Ajax — Antigone — Œdipe-Roi — Electre, Paris, Les Belles lettres, 1922 (lire en ligne)
- Sophocle, Tragédies, t. II : Les Trachiniennes — Philoctète — Œdipe à Colone — Les Limiers, Paris, Les Belles lettres, 1924
- Xénophon, Anabase, t. I : Livres I-III, Paris, Les Belles lettres, 1930, 292 p.
- Xénophon, Anabase, t. II : Livres IV-VII, Paris, Les Belles lettres, 1931, 374 p.